# Ivan Fisher
Sveti Ivan Fisher (Beverley, 19. listopada 1469. – London, 22. lipnja 1535.), engleski rimokatolički biskup, kardinal, mučenik i svetac. 

## Odrastanje
Ivan Fisher rođen je vjerojatno 1469. g., u Beverleyju, Grofovija Yorkshire, kao prvo od četvero djece trgovca Roberta Fishera. Otac mu je umro 1477. g. Svršivši gimnaziju u rodnom kraju, mlad i sposoban Ivan Fisher pošao je na Sveučilište Cambridge. Postigao je godine 1491. akademski stupanj magistra filozofije. Imao je tada tek 22-ije godine i s posebnim je papinim dopuštenjem zaređen za prezbitera. Nastavio je studij te je 1501. godine postigao doktorat iz teologije. Godine 1504. imenovan je kancelarom Sveučilišta Cambridge i biskupom Rochestera, Kent. Do kraja života je ostao čovjek duha i znanosti te imao velike duhovne i duševne potrebe, kojima je nastojao udovoljiti molitvom, razmatranjem i studijem. Uživao je prijateljstvo majke Henrika VII., Margarete Beaufort, koja je zaslužna za humanističko i katoličko obrazovanje svog unuka Henrika VIII.

## Život pod Henrikom VIII.
Fisher je branio prava kraljice Katarine za vrijeme poništenja braka s kraljem Henrika VIII. na temelju preuskih rodbinskih veza zbog njezinog prijašnjeg braka s njegovim starijim bratom Arturom koji je ubrzo nakon vjenčanja umro. Svojedobno je papa odobrio Henrikov brak s bratovom udovicom.  
Nakon što je u ožujku 1534. posebnim državnim zakonom poništena ženidba Henrika i Katarine te legalizirana njegova "ženidba" s Anom Boleyn, 13. travnja iste godine biskup Ivan Fisher i dotadašnji lord kancelar Thomas More odbili su prihvatiti takvu odluku, jer se sukobljava s papinim ovlastima i njihovom savjesti. Zatvoreni su u čuvenu londonsku tvrđavu Tower, tadašnji zatvor. Fisher je tad već bio ozbiljno bolestan. Za vrijeme boravka u zatvoru, 20. svibnja 1535. papa Pavao III. imenovao je Fishera kardinalom, što je razbjesnilo kralja. Henrik je čak rekao da će kardinalsku kapu morati nositi na ramenima jer, dok kapa stigne u Englesku, Fisheru će već biti odsječena glava. 
Prema zakonskim proglasima o odvajanju engleske Crkve od Rima i vrhovnoj ovlasti kralja u crkvenim pitanjima s kraja 1534., svako protivljenje kraljevoj premoći nad papom u teološkim, duhovnim i moralnim pitanjima smatrano je izdajom. Fisher je više puta pozivan pred nadleštva da se izjasni o kraljevim ovlastima u crkvenim pitanjima, ali je to odbijao. Konačno ga jer vrhovni tužitelj Richard Rich u jednom razgovoru doveo na "tanak led" i prijevarom iz njega izmamio tvrdnju da kralj ne može biti na čelu engleske Crkve. Na temelju te izjave je optužen i osuđen za veleizdaju, 17. lipnja 1535., te je pogubljen.

## Poveznice
- Toma Becket
- Sveti Stanislav
- Alojzije Stepinac
- Óscar Romero
- József Mindszenty
- Nikola Čarnetski